# بيت هام (لاعب كرة قاعدة)
بيت هام (بالإنجليزية: Pete Hamm)‏ هو لاعب كرة قاعدة أمريكي، ولد في 20 سبتمبر 1947 في بوفالو في الولايات المتحدة.

## وصلات خارجية
- بيت هام على موقعبيزبول رفرنس.كوم (الدوري الرئيسي) (الإنجليزية)
- بيت هام على موقعبيزبول رفرنس.كوم (الدوري الثانوي) (الإنجليزية)